# Маріус Алексе
Маріус Алексе (рум. Marius Alexe; нар. 22 лютого 1990, Бухарест) — румунський футболіст, нападник клубу «Динамо» (Бухарест) і національної збірної Румунії.
Чемпіон Румунії. Володар Кубка Румунії.

## Клубна кар'єра
Народився 22 лютого 1990 року в місті Бухарест. Вихованець футбольної школи місцевого «Динамо». Дорослу футбольну кар'єру розпочав 2007 року в основній команді того ж клубу, в якій провів один сезон, так і не дебютувавши у матчах чемпіонату. Натомість протягом 2008—2009 років захищав на умовах оренди кольори команди «Астри» (Плоєшті).
Своєю грою за останню команду знову привернув увагу представників тренерського штабу клубу «Динамо» (Бухарест), до складу якого повернувся 2009 року. Цього разу відіграв за бухарестську команду наступні чотири сезони своєї ігрової кар'єри. Більшість часу, проведеного у складі бухарестського «Динамо», вже був основним гравцем атакувальної ланки команди.
Протягом 2013—2014 років був орендований до італійського «Сассуоло», за який, утім, провів лише декілька ігор.
2014 року повернувся до бухарестського «Динамо».

## Виступи за збірні
2006 року дебютував у складі юнацької збірної Румунії, взяв участь у 14 іграх на юнацькому рівні, відзначившись 2 забитими голами.
Протягом 2009—2012 років залучався до складу молодіжної збірної Румунії. На молодіжному рівні зіграв у 12 офіційних матчах, забив 2 голи.
2011 року дебютував в офіційних матчах у складі національної збірної Румунії. Наразі провів у формі головної команди країни 6 матчів.

## Титули і досягнення
- Володар Кубка Румунії (1):

«Динамо»: 2011–12
- Володар Суперкубка Румунії (1):

«Динамо»: 2012